# 甲型魚雷艇
甲型魚雷艇は日本海軍の魚雷艇。計画番号はT-51a（10号型）とT-51b（11号型）に2分されるが、ここでは甲型として一括して扱う。同型艇計8隻。

## T-51a
一号型魚雷艇に続いて、1941年（昭和16年）度策定のマル急計画では18隻の魚雷艇の建造が計画され、昭和17-18年度に4隻、18-19年度に14隻の予算が臨時軍事費から認められた。前型の一号型は20トンクラスであったが本型はドイツ魚雷艇の影響を受けて一気に80トンクラスの大型魚雷艇とした。船体は丸形船底で鉄骨木皮構造、エンジンはMAS艇 に搭載されていたイソッタ型エンジンを国産化した76号6型エンジンを4基搭載した。それをフルカン式流体継手で2基ずつ結合し2軸推進とした。魚雷は左右舷側に2基ずつの落射機を装備、計4基を装備した。
ドイツ魚雷艇の船体は軽合金製だったが日本では資材の節約から鉄骨木皮にせざるを得ず、船体重量が増した。また継手の採用等で機関部の重量も増し、そのために各部の重量軽減を実施した。しかしそれは機械台の構造を弱くし振動が発生、全力6/10以上の速力が出せなくなり補強の必要が生じた。これらのため排水量80トンの計画が実際には90トンを越え、計画速力30ノットに達しなかった。また凌波性も十分でなくT-51a型は横浜ヨット鶴見工場で建造された1隻のみに終わっている。

### 同型艇
- 10号

## T-51b
10号魚雷艇が失敗に終わったため軽量化と工事の簡易化を進めた。流体継手を廃止し4軸推進とし、また魚雷を2本に減らし代わりに機銃を3挺に強化している。本型は横浜ヨット鶴見工場で3隻、更に銚子工場で8隻が建造された。11号魚雷艇からに順次竣工したが工場の鉄鋼工作能力の不足、エンジンの完成の遅れなどにより工事ははかどらず、また竣工後に判明した欠陥の改良を工事中の艇に反映させたため、後続艇の竣工は更に遅れた。ローリングが激しく、また計画速力に達せず、24ノットに終わった艇もあったという。結局7隻が竣工し1944年（昭和19年）8月以降に進水した艇は工事中止となった。
また改⑤計画で10号改型として更に18隻の建造が計画されたが着工に至らず建造取り止めとなった。
結局この大型魚雷艇は8隻の建造のみに終わり、次型の乙型は20トンクラスと一号型魚雷艇と同じ大きさに戻った。この一貫性のない建艦計画と建造着手の遅れを今村好信は著書で強く非難している。

### 同型艇
- 11号から17号の7隻
- 18号から20号は工事中止[3]。

18号は1945年3月5日付で雑役船に編入、船種を内火艇（魚雷艇型）、船名を第111号雷艇に変更し、横須賀潜水艦基地隊臨時附属（第11突撃隊供用）となった。